# Грот Костянтин Якович
Грот Костянтин Якович (22.06.1853—29.09.1934) — російський історик і літературознавець. Доктор слов'янознавства (1889), член-кореспондент Петербурзької АН (1911), почесний член Сербської королівської АН (1892) та багатьох наукових товариств. 
Народився в Царському Селі (нині м. Пушкін, підпорядковане С.-Петербурзькій міськраді, РФ). Закінчив історико-філологічний факультет Петербурзького університету (1876). За кандидатську дисертацію «Сообщения Константина Багрянородного про сербов и хорватов и их расселении на Балканском полуострове» одержав золоту медаль і був залишений при університеті для підготовки до одержання професорського звання. (Тема досліджень — слов'яно-угорські зв'язки в 9–12 ст.) Від 1883 — професор кафедрі слов'янських літератур, історії та старожитностей Варшавського університету. Від 1899 — у С.-Петербурзі, де від 1905 завідував архівом Міністерства імператорського двору (після 1917 — «Перше відділення першої секції Єдиного державного фонду»).
У праці «Мадьяры и славяне в прошлом: Исторические справки о славизме в государственной жизни Угрии» (1895) простежив взаємовідносини угорців і слов'ян (переважно східних) від 9 до середини 19 ст., показав, що угорці, вклинившись у слов'янське середовище, значно послабили латинізацію та германізацію слов'ян.
У книзі «Карпато-Дунайские земли в судьбах славянства и в русских исторических изучениях» (1905) подав періодизацію та характеристику історичного розвитку названого регіону. Г. — автор досліджень про відомих славістів — А.Будиловича, П.Кулаковського, М.Лавровського, В.Ламанського, Й.Первольфа, І.Філевича. Працював над збереженням наукової спадщини свого батька — філолога, історика й перекладача Я.Грота (1812–93).
Депутат ВР СРСР 5–6-го скликань. Нагороджений 2-ма орденами Леніна та іншими орденами.
Помер у м. Ленінград (нині м. С.-Петербург).